# Charagauli
Charagauli – osiedle typu miejskiego w Gruzji, w regionie Imeretia. W 2014 roku liczyło 1965 mieszkańców.